# Acronychia heterophylla
Acronychia heterophylla är en vinruteväxtart som beskrevs av Asa Gray. Acronychia heterophylla ingår i släktet Acronychia och familjen vinruteväxter. Inga underarter finns listade i Catalogue of Life.